# Omar Shapli
Omar Shapli (* 2. August 1930 in Kairo; † 29. Dezember 2010 in Pittsfield/Massachusetts) war ein US-amerikanischer Schauspieler, Schauspiellehrer und Autor ägyptischer Herkunft.
Der Sohn des ägyptischen Offiziers Aziz Ali al-Misri kam als Kind mit seiner Mutter in die USA und besuchte dort die Scarsdale High School. 1948 begann er ein Studium an der University of Chicago. 1951 wurde er zum Militär eingezogen und nahm am Koreakrieg teil. 
Er kehrte dann nach Chicago zurück und trat in den 1960er Jahren im Comedy-Club Second City auf. Als Autor, Leiter und Schauspieler war er an zahlreichen Aufführungen in Chicago und New York beteiligt. Daneben moderierte er Musiksendungen bei den Rundfunksendern WFMT, WNYC und bei WRVR, wo er auch eine Hörspielreihe produzierte. Von 1966 bis 1983 unterrichtete er an der School of Arts der New York University und leitete dort Ende der 1970er und Anfang der 1980er Jahre das Schauspielprogramm. Ab 1983 war er Leiter des Theaterprogramms am Community College of New York und unterrichtete an den Colleges Dartmouth, Emerson und Williams. Seine Gedichte veröffentlichte er in verschiedenen Zeitschriften und den drei Gedichtbänden Them: Poems 1999–2002. The General Is Asked His Opinion and Other Sad Songs 2002–2005 und Thin Snow: Poems 2006–2008. Ab 1992 lebte er in Williamstown.